# STS-124
La STS-124 è una missione spaziale del Programma Space Shuttle, la 26° verso la Stazione spaziale internazionale e il volo di assemblaggio ULF2. La missione è stata compiuta dallo Space Shuttle Discovery, che è stato lanciato il 31 maggio 2008 alle 21:02 UTC ed è atterrato al Kennedy Space Center il 14 giugno alle 15:15 UTC.

## Equipaggio
| Ruolo                   | Equipaggio                        | Equipaggio                        |
| ----------------------- | --------------------------------- | --------------------------------- |
| Comandante              | Mark Kelly, NASA Terzo volo       | Mark Kelly, NASA Terzo volo       |
| Pilota                  | Kenneth Ham, NASA Primo volo      | Kenneth Ham, NASA Primo volo      |
| Specialista di missione | Karen Nyberg, NASA Primo volo     | Karen Nyberg, NASA Primo volo     |
| Specialista di missione | Ronald Garan Jr., NASA Primo volo | Ronald Garan Jr., NASA Primo volo |
| Specialista di missione | Michael Fossum, NASA Secondo volo | Michael Fossum, NASA Secondo volo |
| Specialista di missione | Akihiko Hoshide, JAXA Primo volo  | Akihiko Hoshide, JAXA Primo volo  |

Equipaggio ISS Expedition 17 in partenza
- Gregory Chamitoff (1) - ISS Ingegnere di volo

Equipaggio ISS Expedition 17 in ritorno
- Garrett Reisman (1) - ISS Ingegnere di volo

Il numero tra parentesi indica il numero di voli spaziali eseguiti dall'astronauta compresa l'attuale missione.

## Scopi
Gli scopi della missione STS-124 consistono nel proseguimento nell'assemblaggio del Japanese Experiment Module, con l'aggiunta del Pressurized Module e del Remote Manipulator System. Il primo componente era stato installato nella missione precedente (STS-123). Oltre alle consuete operazioni di rifornimento della Stazione Spaziale, gli astronauti dovranno compiere diverse operazioni di manutenzione, tra cui le riparazioni al Solar Alpha Rotary Joint, un giunto che permette la rotazioni dei pannelli fotovoltaici della stazione per inseguire il Sole e la sostituzione di un serbatoio di azoto. La missione trasporta un nuovo membro dell'equipaggio della ISS, Gregory Chamitoff, che sostituisce Garrett Reisman.

## Statistiche della missione
- 154ª missione umana Americana nello spazio
- 123ª missione Shuttle
- 98ª missione dopo il disastro del Challenger
- 10ª missione dopo il disastro del Columbia
- 35ª missione del Discovery
- 26ª missione di assemblaggio della ISS

## Stemma
Lo stemma della missione raffigura il simbolo dello Space Shuttle assieme al modulo con i colori della bandiera giapponese. È visibile anche il nuovo braccio robotico connesso al modulo. In basso appare la scritta "Kibo" in giapponese. Il Sole stilizzato che sorge sullo sfondo rappresenta la speranza che l'umanità possa trarre beneficio dalle scoperte scientifiche compiute attraverso il nuovo laboratorio.

## Missione

### Carico della missione

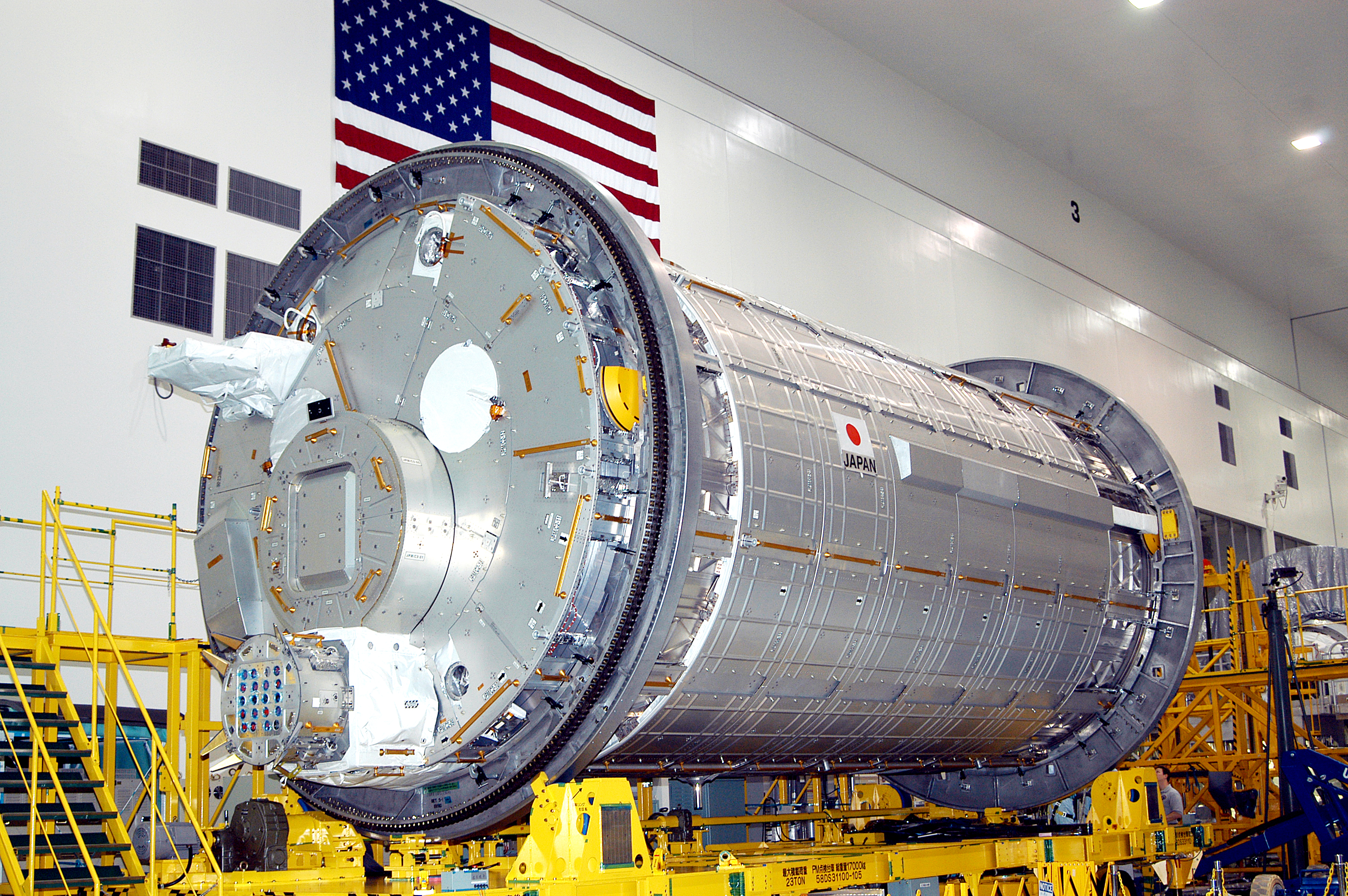
Modulo JEM Kibo

La sequenza di assemblaggio della Stazione Spaziale Internazionale, prevede che la missione STS-124 trasporti i componenti Kibo Pressurized Module e Remote Manipulator System del Japanese Experiment Module, che verrà agganciato al modulo Harmony. Gli specialisti di missione effettueranno tre passeggiate spaziali per installare e allestire il modulo e il suo braccio robotico. A causa del volume del carico trasportato, sul Discovery non è stato possibile caricare l'Orbiter Boom Sensor System, utilizzato per ispezionare lo scudo termico. Per ovviare a questa limitazione durante la missione precedente l'Endeavour ha lasciato sulla stazione spaziale il proprio OBSS dopo aver effettuato le ispezioni. In questo modo il Discovery, dopo aver installato i componenti del laboratorio Kibo, potrà recuperare l'OBSS dell'Endeavour ed utilizzarlo per verificare lo stato del proprio scudo termico.

### Pre-lancio
Il 26 aprile 2008 è stato effettuato il Roll Over del Discovery dall'Orbiter Processing Facility al Vehicle Assembly Building, dove è stato collegato al suo serbatoio esterno e ai Solid Rocket Boosters. Il 2 maggio, alle 23:47 EDT lo Shuttle assemblato è stato trasferito alla piattaforma di lancio 39A per mezzo della Mobile Launcher Platform, spostata dal Crawler-transporter. La mattina successiva, alle 6:06 EDT, è stato terminato il posizionamento. Il 5 maggio è stato installato l'involucro del componente da trasportare nella stiva di carico del Discovery.

## Cronologia

### Sabato 31 maggio (1º giorno, lancio)

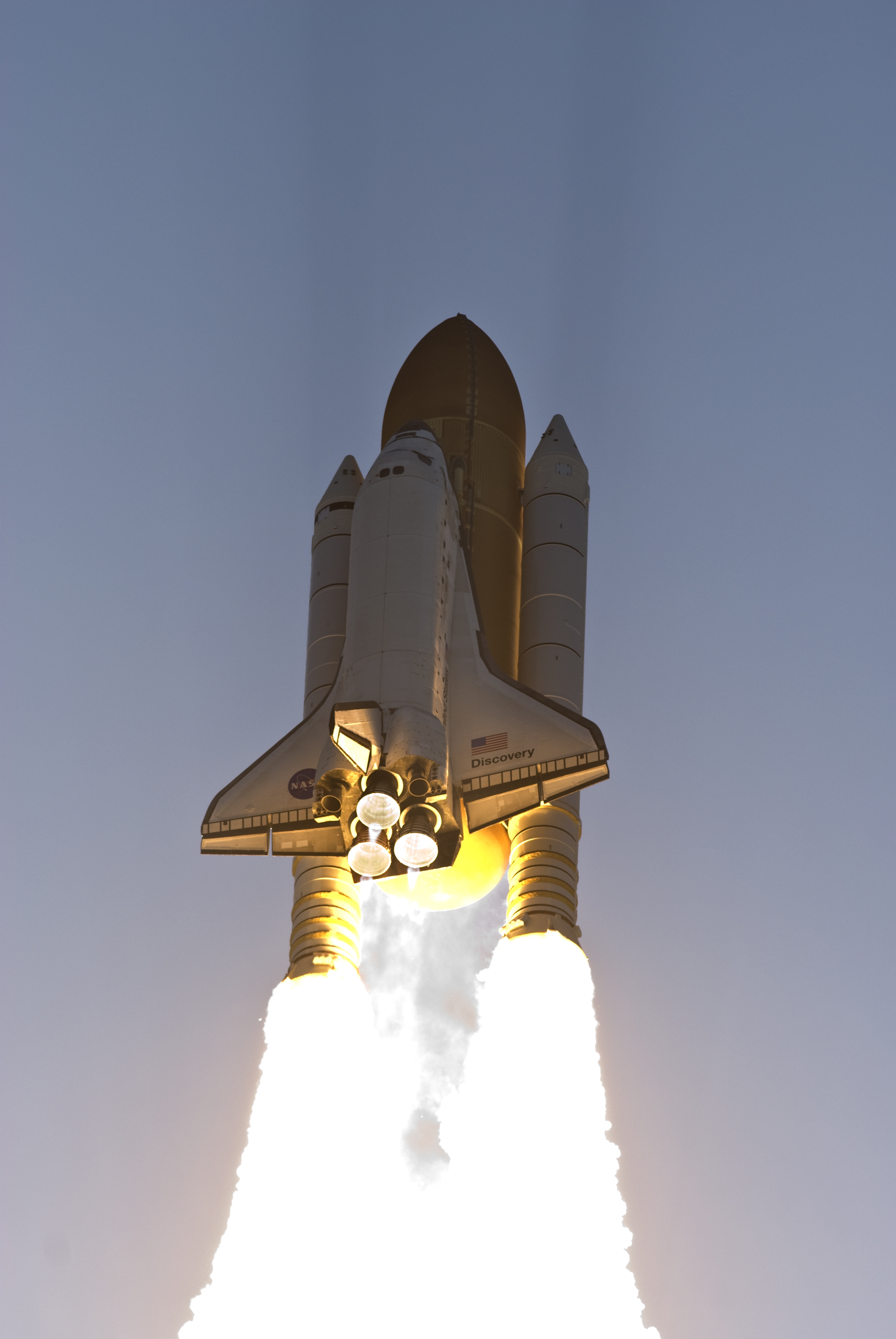
Lancio del Discovery

I preparativi standard per il lancio sono stati compiuti senza alcun problema, ed essendo favorevoli le condizioni meteorologiche, il Discovery e il suo equipaggio hanno ricevuto il via libera alle 16:48 EDT (20:48 UTC). Lo Shuttle è decollato in orario con la finestra di lancio alle 17:02 EDT (21:02 UTC), dopo 2 minuti e 3 secondi si sono regolarmente distaccati i Solid Rocket Booster, seguiti dal serbatoio esterno 8 minuti e 46 secondi dopo il lancio. Alle 17:15 EDT il Discovery si è trovato nell'orbita preliminare, ed ha iniziato il percorso che lo porterà ad incontrarsi con la Stazione spaziale internazionale lunedì 2 giugno.

### Domenica 1º giugno (2º giorno)
L'equipaggio del Discovery ha iniziato i preparativi per l'attracco alla Stazione Spaziale Internazionale. Fossum, Garan e Chamitoff hanno controllato le tute spaziali, mentre Ham e Nyberg hanno condotto una limitata ispezione dello scudo termico dello Shuttle. A causa del carico trasportato infatti non è stato possibile imbarcare sul Discovery anche l'Orbiter Boom Sensor System, il braccio robotico dotato di speciali sensori e telecamere per il controllo dello scudo termico. In previsione di ciò, nella precedente missione (STS-123) l'Endeavour, dopo aver controllato il proprio sistema di protezione termico, ha lasciato il proprio OBSS sulla Stazione Spaziale. L'equipaggio del Discovery, quando giungerà sulla stazione, durante una passeggiata spaziale preleverà l'OBSS dalla stazione e lo installerà sul Discovery. In questo modo sarà possibile controllare accuratamente lo scudo termico. L'aggancio con la stazione è previsto lunedì 2 giugno alle 16:54 UTC.

### Lunedì 2 giugno (3º giorno)

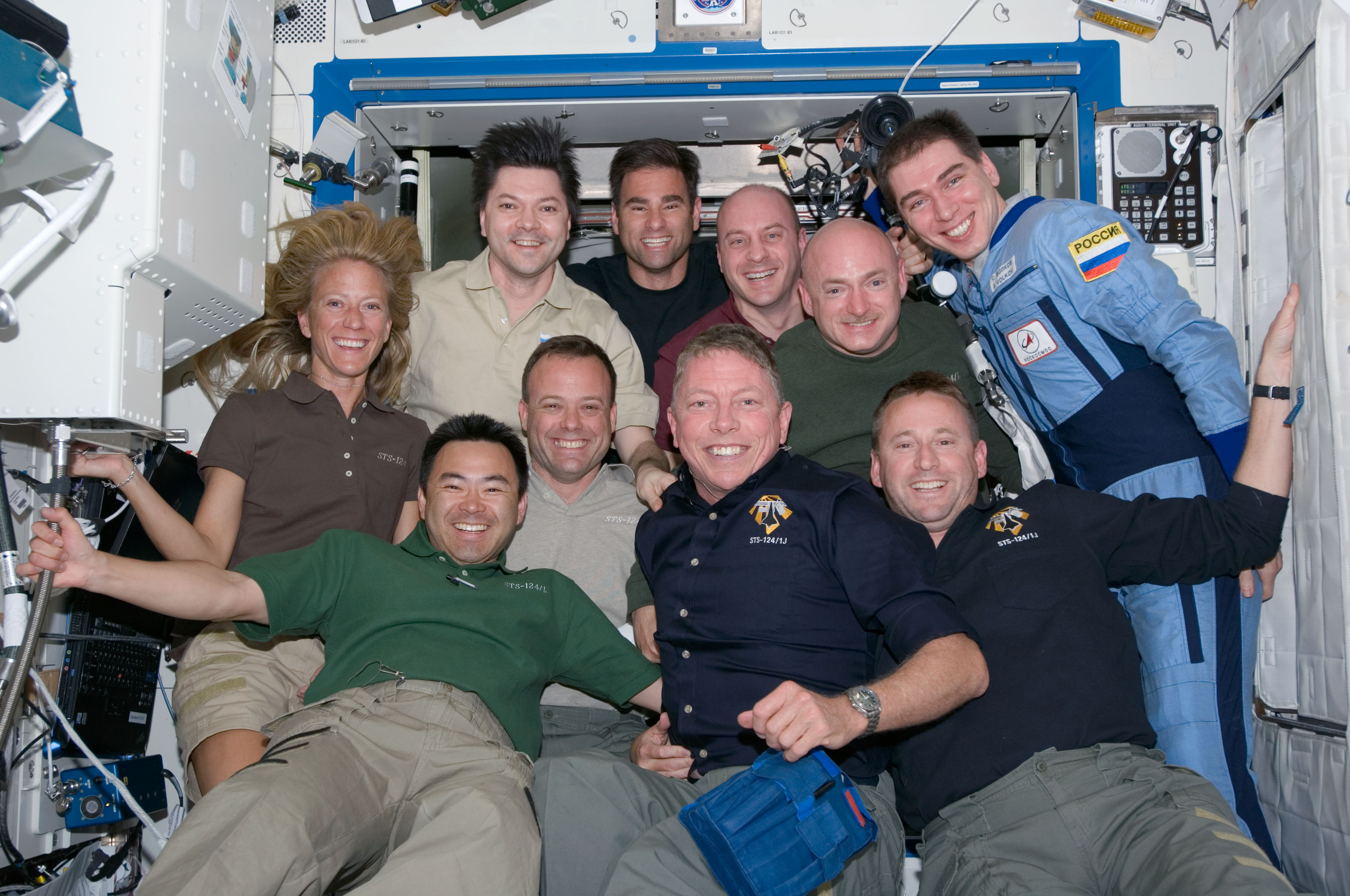
I due equipaggi ripresi in una foto di gruppo

Lo Space Shuttle ha effettuato l'aggancio alla Stazione Spaziale alle 18:03 UTC e alle 19:36 UTC sono stati aperti i portelli. Prima di agganciarsi alla stazione, il Discovery ha effettuato la consueta Rendezvous pitch maneuver, per permettere all'equipaggio della ISS di riprendere lo scudo termico dello Shuttle.
L'equipaggio della stazione ha accolto a bordo agli astronauti del Discovery. In seguito sono iniziati i preparativi per la prima passeggiata spaziale, prevista per il giorno successivo.

### Martedì 3 giugno (4º giorno)

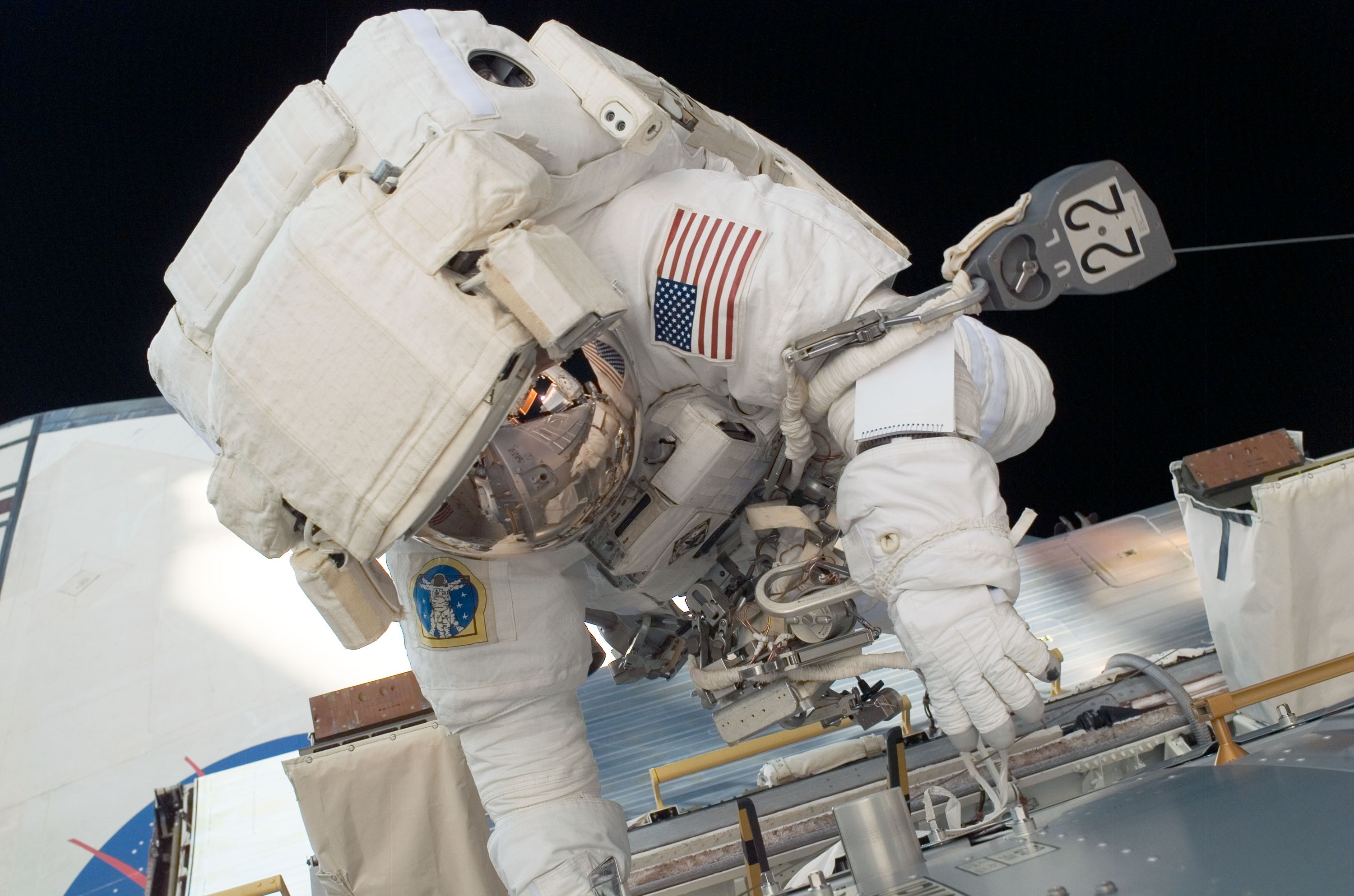
Garan durante la prima passeggiata spaziale

Fossum e Garan hanno iniziato la prima passeggiata spaziale alle 16:24 UTC. Inizialmente è stato rimosso dal suo alloggiamento sulla stazione spaziale l'OBSS. Quest'ultimo era stato lasciato sulla stazione nella missione precedente. Hoshide ha afferrato l'OBSS situato nel suo alloggiamento temporaneo con il braccio robotico della stazione spaziale per passarlo al braccio robotico del Discovery, guidato da Nyberg, e successivamente installato sul Discovery.
Successivamente Fossum ha rimosso le protezioni e le coperture che hanno salvaguardato il modulo giapponese durante il lancio. Il modulo è stato quindi preparato per il suo spostamento dalla stiva di carico dello Shuttle alla Stazione Spaziale. Il via allo spostamento è giunto alle 22:30 UTC, e le procedure di aggancio sono terminate alle 23:01 UTC. Hoshide ha commentato con il gioco di parole: "Abbiamo una nuova speranza sulla stazione spaziale".
Mentre il modulo Kibo veniva trasportato sulla stazione tramite il braccio robotico, gli astronauti hanno anche testato delle nuove tecniche per la manutenzione del Solar Alpha Rotary Joint di dritta, un giunto che permette ai pannelli solari della stazione di ruotare ed inseguire la posizione del Sole. Garan e Fossum hanno sostituito un componente del SARJ chiamato Trundle Bearing Assembly.
La prima passeggiata è terminata alle 23:12 UTC, per una durata totale di 6 ore e 48 minuti.

### Mercoledì 4 giugno (5º giorno)
Alle 21:05 UTC Hoshide e Nyberg sono entrati nel nuovo modulo del laboratorio Kibo. Gli astronauti hanno compiuto vari compiti di manutenzione sulla stazione, tra cui la sostituzione di un componente della toilet e il controllo dei sensori dell'OBSS. Inoltre sono stati sostituiti due strati assorbenti del Carbon Dioxide Removal Assembly, un componente che rimuove l'anidride carbonica dal sistema ambientale della stazione. Nel frattempo, Garan e Fossum hanno iniziato i preparativi per la seconda passeggiata spaziale, che è prevista per il giorno successivo.

### Giovedì 5 giugno (6º giorno)

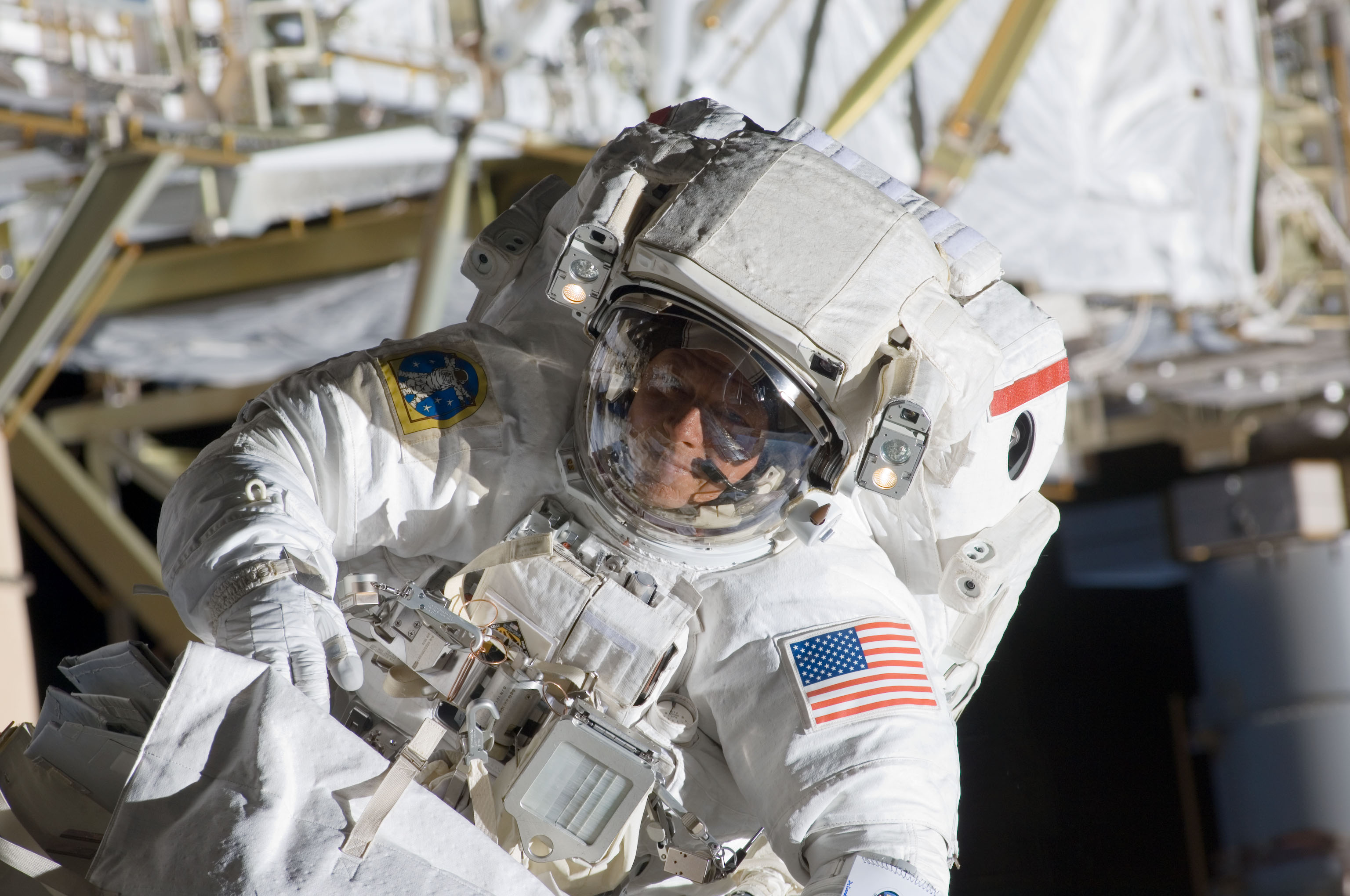
Fossum ripreso durante la seconda passeggiata spaziale

Garan e Fossum hanno iniziato la seconda passeggiata spaziale alle 15:04 UTC. Gli astronauti hanno installato due telecamere sul nuovo modulo e hanno preparato il sistema di aggancio del modulo con il componente ELM-PS. Successivamente hanno rimosso una telecamera malfunzionante, preparato un serbatoio di azoto che sarà sostituito nella terza passeggiata spaziale e ispezionato il SARJ funzionante di babordo per assicurarsi delle sue condizioni. Le attività extraveicolari sono terminate alle 22:15 UTC, dopo 7 ore e 11 minuti.

### Venerdì 6 giugno (7º giorno)
Tramite il braccio robotico della stazione spaziale, Chamitoff e Nyberg hanno spostato il componente chiamato Logistic Module del laboratorio Kibo, che era stato temporaneamente posizionato sul modulo Harmony, nella sua posizione finale, sopra al componente chiamato Pressurized Module.
Il braccio robotico di Kibo (Japanese Remote Manipulator System) è stato attivato e sono stati avviati i primi controlli. La sua configurazione finale sarà completata nella terza passeggiata spaziale. L'equipaggio ha continuato l'allestimento interno del laboratorio.

### Sabato 7 giugno (8º giorno)

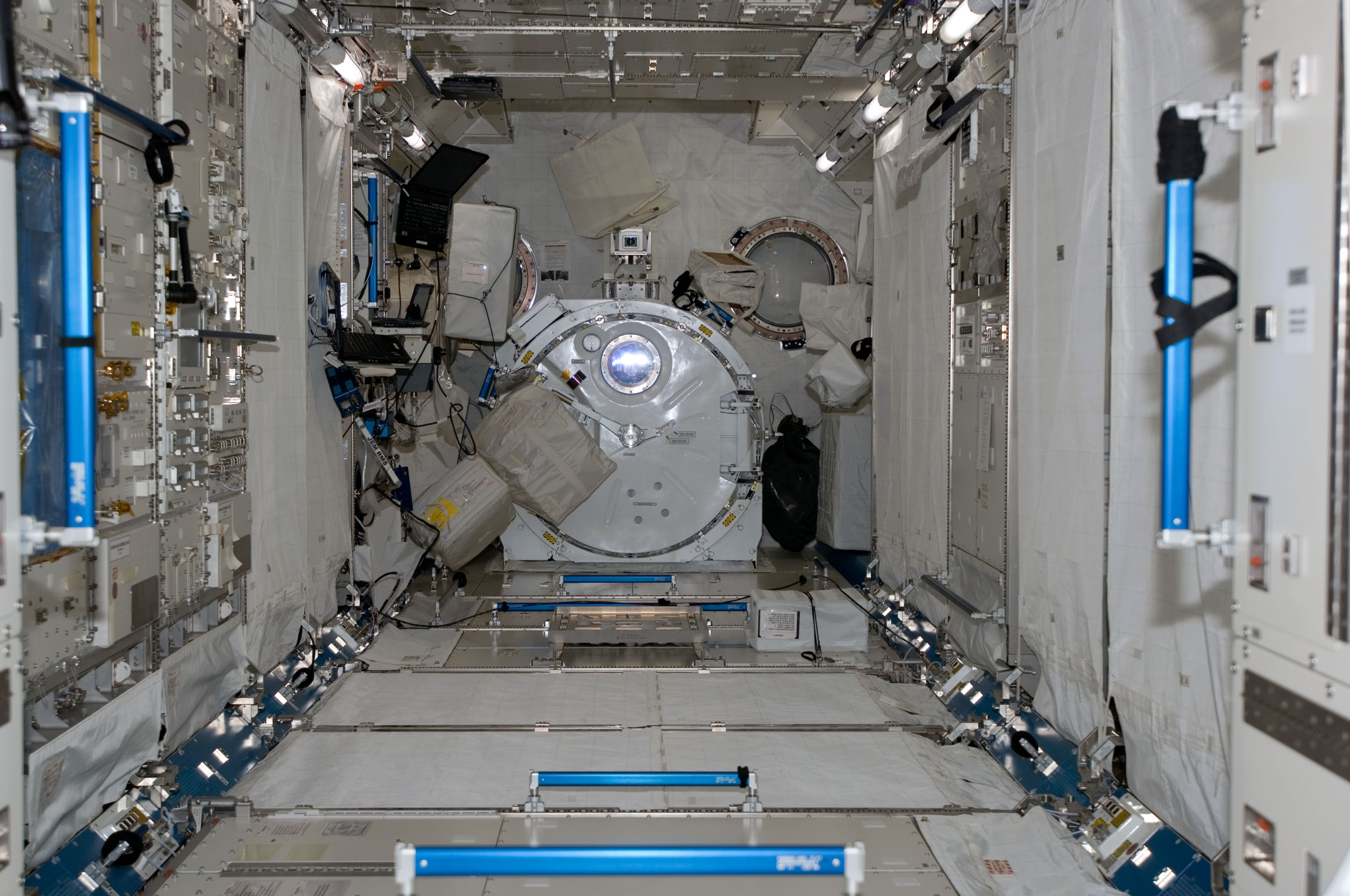
Interno del nuovo Pressurized Module

L'equipaggio ha partecipato a conferenze stampa con vari media. Kelly e Hoshide sono stati messi in collegamento con il Primo Ministro Giapponese Yasuo Fukuda, il Ministro dell'Educazione, la Cultura, gli Sport, la Scienza e la Tecnologia Kisaburo Tokai, il direttore del National Museum of Emerging Science and Innovation e l'astronauta NASA Mamoru Mohri.

### Domenica 8 giugno (9º giorno)

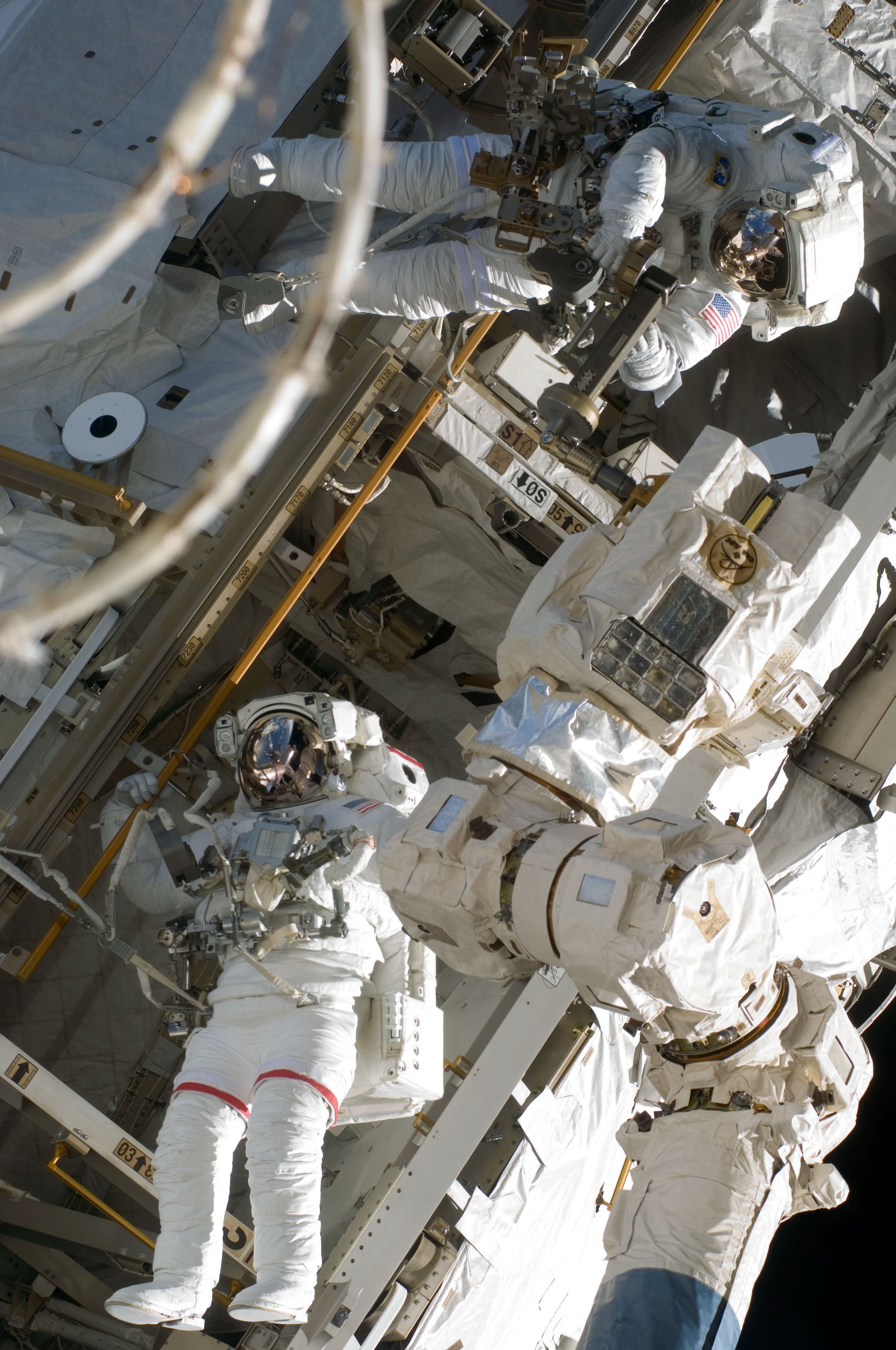
Garan e Fossum durante la terza passeggiata spaziale

Garan e Fossum hanno iniziato la terza ed ultima passeggiata spaziale della missione alle 13:55 UTC. Garan ha rimosso il serbatoio di azoto situato nel segmento P3 e installato un serbatoio nuovo. Fossum si è spostato per ispezionare il Solar Alpha Rotary Joint di babordo, raccogliere alcuni campioni di detriti che erano stati notati durante la seconda passeggiata spaziale e riprendere alcune immagini. Fossum ha in seguito rimosso gli isolanti termici e i fermagli di sicurezza presenti nel braccio robotico del laboratorio Kibo. Garan ha reinstallato una telecamera malfunzionante che era stata rimossa durante la seconda passeggiata spaziale e riparata sabato.
Dopo aver completato i compiti richiesti, gli astronauti hanno effettuato alcuni compiti extra, tra cui l'installazione di alcune protezioni termiche sui connettori del modulo Harmony. Alle 20:28 UTC Garan e Fossum sono rientrati nel Quest Joint airlock, terminando la passeggiata spaziale di 6 ore e 33 minuti.

### Lunedì 9 giugno (10º giorno)
Gli astronauti hanno compiuto dei test del Remote Manipulator System del modulo Kibo, con esito positivo. Successivamente l'equipaggio ha aperto i portelli tra il Pressurized Module e la Pressurized Section dell'Experiment Logistic Module (ELM-PS). Quest'ultimo, portato in orbita con la missione STS-123, era stato posizionato temporaneamente sul modulo Harmony. Durante questa missione è stato collegato al Pressurized Module, nella sua posizione definitiva.

### Martedì 10 giugno (11º giorno)
Nell'ultimo giorno di collaborazione assieme, i due equipaggi hanno trascorso qualche ora di riposo, e partecipato a varie conferenze stampa con i media. Poco dopo la tradizionale cerimonia di commiato alle 19:57 UTC, sono stati chiusi i portelli tra la stazione spaziale e il Discovery. Lo sgancio dello Shuttle dalla stazione spaziale è previsto per il giorno successivo alle 11:42 UTC.

### Mercoledì 11 giugno (12º giorno)
Alle 11:42 UTC il Discovery ha effettuato il distacco dalla stazione spaziale. In seguito, dopo un fly-around della stazione, il comandante e il pilota hanno compiuto il distacco definitivo alle 13:25 UTC. Alle 15:12 UTC è iniziato il controllo dello scudo termico con l'Orbiter Boom Sensor System, che non è stato possibile effettuare in precedenza. Le immagini sono state inviate al team NASA per le analisi, i cui risultati saranno comunicati venerdì.

### Giovedì 12 giugno (13º giorno)
Per l'equipaggio del Discovery è stata una giornata di riposo. Lo Shuttle ha effettuato alle 20:20 UTC una piccola correzione orbitale per permettere un'ulteriore opportunità di atterraggio domenica, oltre alle due previste sabato alle 15:15 UTC e alle 16:50 UTC.

### Venerdì 13 giugno (14º giorno)
I responsabili NASA hanno comunicato che non sono state riscontrate anomalie nelle immagini riprese allo scudo termico del Discovery riprese tramite l'OBSS. Gli astronauti del Discovery hanno segnalato di aver avvistato un oggetto che fluttuava nello spazio di lunghezza compresa tra 30 e 45 cm proveniente dalla parte posteriore dell'ala destra dello Shuttle. Esso è stato ripreso dall'equipaggio e il video è stato trasmesso al Controllo Missione. Successivamente è stata notata una protuberanza nella parte sinistra sul bordo anteriore del timone. Anche questo particolare è stato ripreso in immagini ad alta risoluzione e trasmesso a terra per ulteriori analisi.
Alle 15:50 UTC è stato comunicato all'equipaggio che l'oggetto dovrebbe essere una clip proveniente dall'interno del freno aerodinamico del timone, e non dovrebbe causare problemi al rientro. Alle 16:20 UTC il Controllo Missione ha dato il via libera per il rientro del Discovery di sabato, poiché l'oggetto avvistato serve per proteggere dal calore il freno aerodinamico durante la fase di ascesa, e la sua perdita non causa problemi nel rientro. Inoltre la protuberanza sul timone è una caratteristica normale..

### Sabato 14 giugno (15º giorno, atterraggio)
Dopo aver compiuto le verifiche degli OMS e delle superfici di volo, l'equipaggio del Discovery ha chiuso i portelli della stiva di carico alle 11:30 UTC. Dopo i preparativi per l'atterraggio, è giunto il via libera alla accensione per l'uscita dall'orbita alle 14:10:17 UTC, che ha rallentato l'orbiter per iniziare la discesa. Lo Space Shuttle Discovery ha toccato la pista 15 del Kennedy Space Center alle 15:15:19 UTC, e dopo aver rallentato la sua corsa, si è fermato sulla pista alle 15:15:19 UTC, concludendo così la missione della durata totale di 13 giorni, 18 ore, 13 minuti e 7 secondi.

### Attività extraveicolari
|       | Astronauta   | Inizio             | Fine      | Durata        | Missione |
| ----- | ------------ | ------------------ | --------- | ------------- | --- |
| EVA 1 | Garan Fossum | 3 giugno 16:24 UTC | 23:12 UTC | 6 ore, 48 min | Trasferimento dell'OBSS sullo Shuttle. Preparazione dell'installazione di Kibo. Ispezione e riparazione del Solar Alpha Rotary Joint (SARJ) di destra. Test di metodi per la manutenzione dell'SARJ. |
| EVA 2 | Garan Fossum | 5 giugno 15:04 UTC | 22:15 UTC | 7 ore, 11 min | Installazione delle coperture e dell'equipaggiamento sul modulo Kibo e preparazione del braccio robotico. Preparazione del componente ELM-PS per lo spostamento. Rimozione di un serbatoio di azoto vuoto e sostituzione con uno nuovo situato nella External Stowage Platform. Rimozione di una telecamera malfunzionante. |
| EVA 3 | Garan Fossum | 8 giugno 13:55 UTC | 20:28 UTC | 6 ore, 33 min | Rimozione e sostituzione del serbatoio di azoto. Completamento dell'installazione del laboratorio Kibo. Reinstallazione della telecamera riparata. |

## Risveglio
Come tradizione per tutti i voli NASA a partire dal Programma Gemini, per ogni giorno di missione, l'equipaggio della STS-124 ascolta un particolare brano musicale scelto da un astronauta, che per lui ha un particolare significato.
- Giorno 2: "Your Wildest Dreams" dei The Moody Blues, per Kenneth Ham WAV Archiviato il 24 giugno 2008 in Internet Archive. MP3 Archiviato il 24 giugno 2008 in Internet Archive.
- Giorno 3: "Away From Home" di José Molina Serrano, per Greg Chamitoff WAV Archiviato il 24 giugno 2008 in Internet Archive. MP3 Archiviato il 24 giugno 2008 in Internet Archive.
- Giorno 4: "Hold Me with the Robot Arm" di Yusuke Hanawa per Aki Hoshide WAV Archiviato il 24 giugno 2008 in Internet Archive. MP3 Archiviato il 24 giugno 2008 in Internet Archive.
- Giorno 5: "Have You Ever" di Brandi Carlile per Karen Nyberg WAV Archiviato il 24 giugno 2008 in Internet Archive. MP3 Archiviato il 24 giugno 2008 in Internet Archive.
- Giorno 6: "Fly Away" di Lenny Kravitz per Ron Garan WAV Archiviato il 24 giugno 2008 in Internet Archive. MP3 Archiviato il 24 giugno 2008 in Internet Archive.
- Giorno 7: "Bright As Yellow" dei The Innocence Mission per Karen Nyberg. WAV Archiviato il 24 giugno 2008 in Internet Archive. MP3 Archiviato il 24 giugno 2008 in Internet Archive.
- Giorno 8: "Taking Off" di Godaigo per Akihiko Hoshide WAV Archiviato il 24 giugno 2008 in Internet Archive. MP3 Archiviato il 24 giugno 2008 in Internet Archive.
- Giorno 9: "The Mickey Mouse March" del The Mickey Mouse Club per tutto l'equipaggio della missione WAV Archiviato il 24 giugno 2008 in Internet Archive. MP3 Archiviato il 24 giugno 2008 in Internet Archive.
- Giorno 10: "The Spirit of Aggieland" eseguita dalla Fightin' Texas Aggie Band per Mike Fossum WAV Archiviato il 24 giugno 2008 in Internet Archive. MP3 Archiviato il 24 giugno 2008 in Internet Archive.
- Giorno 11: "All Because of You" degli U2 per Ron Garan WAV Archiviato il 24 giugno 2008 in Internet Archive. MP3 Archiviato il 24 giugno 2008 in Internet Archive.
- Giorno 12: "Centerfield" di John Fogerty per Kenneth Ham WAV Archiviato il 24 giugno 2008 in Internet Archive. MP3 Archiviato il 24 giugno 2008 in Internet Archive.
- Giorno 13: "Crystal Frontier" dei Calexico per Mark Kelly WAV Archiviato il 24 giugno 2008 in Internet Archive. MP3 Archiviato il 24 giugno 2008 in Internet Archive.
- Giorno 14: "Baby, Won't You Please Come Home" di Louis Prima e Keely Smith WAV Archiviato il 24 giugno 2008 in Internet Archive. MP3 Archiviato il 24 giugno 2008 in Internet Archive.
- Giorno 15: "Life on an Ocean Wave" eseguita dalla U.S. Merchant Marine Academy Band per Mark Kelly e l'intero equipaggio WAV Archiviato il 21 settembre 2008 in Internet Archive. MP3 Archiviato il 21 settembre 2008 in Internet Archive.

## Missione di riserva

### STS-326
STS-326 era la sigla assegnata agli Equipaggi di Supporto (Contingency Shuttle Crew Support) pronti al lancio in caso di guasti alla missione STS-124 e sarebbe dovuta essere una versione modificata della missione STS-126 dello Space Shuttle Endeavour, con un equipaggio di quattro astronauti appartenenti all'equipaggio della STS-126.
Dopo il rientro del Discovery, a conclusione della missione STS-124, verrà effettuato il roll out dell'Endeavour alla piattaforma 39B. Una volta sulla piattaforma, l'Endeavour verrà riassegnato temporaneamente alla missione di recupero STS-400. Quest'ultima è dedicata all'eventuale soccorso nel caso la missione STS-125 abbia dei problemi. Poiché la STS-125 è una missione di servizio per la manutenzione del telescopio spaziale Hubble, non sarà possibile per gli astronauti rifugiarsi nella ISS nel caso di problemi. Per questo motivo, la missione di soccorso dovrà essere pronta in breve tempo. Una volta che l'Atlantis sarà ritornato con sicurezza dalla missione STS-125, l'Endeavour verrà portato sulla piattaforma 39A, per prepararsi al lancio della missione STS-126.